# Уроптеригиусы
Уроптеригиусы, или рифовые угри (лат. Uropterygius), — род лучепёрых рыб семейства муреновых (Muraenidae) подсемейства Uropterygiinae. Распространены в Индийском, Тихом и Атлантическом океанах. В восточной и западной частях Атлантического океана встречаются только два вида (U. macularius и U. wheeleri). Максимальная длина тела представителей разных видов варьирует от 17,8 до 80 см. Морские придонные рыбы. Питаются ракообразными и рыбами.

## Классификация
В составе рода на 2012 год выделяют 20 видов
- Uropterygius concolor Rüppell, 1838 — Обыкновенный уроптеригиус, или обыкновенный рифовый окунь
- Uropterygius fasciolatus (Regan, 1909)
- Uropterygius cyamommatus Huang, Liao & Tan, 2023
- Uropterygius fuscoguttatus L. P. Schultz, 1953
- Uropterygius genie J. E. Randall & Golani, 1995
- Uropterygius golanii McCosker & D. G. Smith, 1997
- Uropterygius inornatus Gosline, 1958
- Uropterygius kamar McCosker & J. E. Randall, 1977
- Uropterygius macrocephalus (Bleeker, 1864)
- Uropterygius macularius (Lesueur, 1825)
- Uropterygius marmoratus (Lacépède, 1803) — Мраморный рифовый угорь
- Uropterygius micropterus (Bleeker, 1852)
- Uropterygius nagoensis Hatooka, 1984
- Uropterygius oligospondylus I. S. Chen, J. E. Randall & K. H. Loh, 2008
- Uropterygius polyspilus (Regan, 1909)
- Uropterygius polystictus Myers & Wade, 1941
- Uropterygius supraforatus (Regan, 1909)
- Uropterygius versutus W. A. Bussing, 1991
- Uropterygius wheeleri Blache, 1967
- Uropterygius xanthopterus Bleeker, 1859
- Uropterygius xenodontus McCosker & D. G. Smith, 1997